# 土地坳镇
土地坳镇，是中华人民共和国贵州省铜仁市沿河土家族自治县下辖的一个乡镇级行政单位。

## 行政区划
土地坳镇下辖以下地区：
竹花村、干洞沟村、五一村、五四村、五七村、木坪村、安坡村、竹根坝村、关怀村、沙湾村、丰岩村、群英村、马场坝村和堆山村。